# Stilobezzia subviridis
Stilobezzia subviridis är en tvåvingeart som beskrevs av John William Scott Macfie 1934. Stilobezzia subviridis ingår i släktet Stilobezzia och familjen svidknott. Inga underarter finns listade i Catalogue of Life.